# 용산 KCC 웰츠타워
용산 KCC 웰츠타워(영어: Yongsan KCC)는 대한민국 서울특별시 용산구 문배동에 위치한 오피스텔과 아파트 단지이다.

## 시설
101동 102동 두개의 동으로 나뉘며, 1층 ~ 3층은 상가, 4층 ~ 8층은 오피스텔, 9층은 복합편의시설, 10층 ~ 39층은 아파트로 구성되어 있으며, 27층 휴게시설이 있다.
| 층수                | 시설         |
| ------------------- | ------------ |
| 28층 ~ 39층         | 아파트       |
| 27층                | 휴게시설     |
| 10층 ~ 26층         | 아파트       |
| 9층                 | 복합편의시설 |
| 4층 ~ 8층           | 오피스텔     |
| 1층 ~ 3층           | 상가         |
| 지하 6층 ~ 지하 1층 | 지하주차장   |

## 같이 보기
- 서울특별시의 마천루 목록